# Abesches
Abesches (auch Sebeches) war die altägyptische Bezeichnung eines Sternbildes, das auf den Diagonalsternuhren des Mittleren Reiches oft belegt ist. Abesches beinhaltete die Dekansterne des Dekans Sebeschsen.

## Hintergrund
Das Sternbild Abesches setzte sich aus Teilen der astronomischen Sternbilder Jungfrau (Spica) und Zentaur (Menkent) zusammen. Es galt als das Sternbild der Gottheit Min und nahm Bezug auf die Göttin Schesemtet, der Mutter der Toten und Könige sowie Vernichterin der Feinde des Osiris. Ikonografisch war die zugehörige Sternbild-Gottheit menschengestaltig dargestellt; wahlweise mit Falkenkopf (Horus) oder Löwenkopf (Sachmet). Auf dem Kopf thronte die Uräusschlange, flankiert mit je einer erhobenen Geißel.
Bei den jährlichen Prozessionen des Min-Festes wurde das Sternbild des Min in Verbindung seines Dekansterns Spica besungen. In den Dekanlisten der Sethos-Schrift repräsentierte der Dekan Sebeschsen am Leib der Nut den achten Dekan und hatte als Datierungsgrundlage die verfügte Anordnung unter Sesostris III. (12. Dynastie) in dessen siebtem Regierungsjahr.